# 苏拉日博讷瓦勒
苏拉日博讷瓦勒（法語：Soulages-Bonneval，法語發音：[sulaʒ bɔnval]）是法国阿韦龙省的一个市镇，属于罗德兹区。

## 地理
苏拉日博讷瓦勒（44°40'35"N, 2°47'21"E）面积15.16 平方千米，位于法国奧克西塔尼大區阿韦龙省，该省份为法国南部内陆省份，位于法國中央高原南部，北起顺时针与康塔爾省、洛泽尔省、加尔省、埃罗省、塔恩省、塔恩-加龙省和洛特省接壤。
与苏拉日博讷瓦勒接壤的市镇（或旧市镇、城区）包括：卡叙埃茹勒、于帕尔拉克、拉约勒、蒙佩鲁、圣阿芒德科。

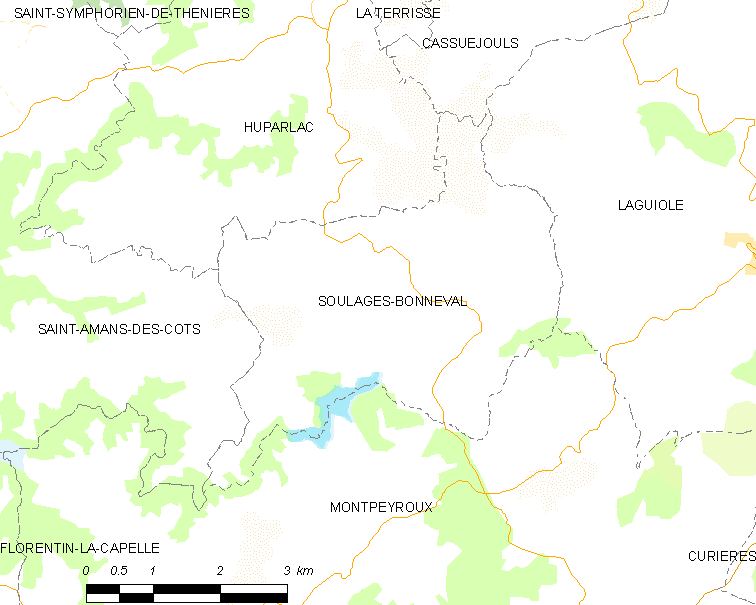
苏拉日博讷瓦勒的OSM定位图

苏拉日博讷瓦勒的时区为UTC+01:00、UTC+02:00（夏令时）。

## 行政
苏拉日博讷瓦勒的邮政编码为12210，INSEE市镇编码为12273。

## 政治
苏拉日博讷瓦勒所属的省级选区为欧布拉克-卡尔拉代斯县。

## 人口

1962-2008年间苏拉日博讷瓦勒人口变化图示

苏拉日博讷瓦勒于2022年1月1日时的人口数量为302人。